# 否定動詞
否定動詞（ひていどうし、英語: negative verb, フィンランド語: kieltoverbi）はフィンランド語などウラル語族を中心として、ユカギール語、朝鮮語などにも見られる、動詞として変化する否定辞のこと。

## インド・ヨーロッパ語族との違い
肯定形においては、インド・ヨーロッパ語族もウラル語族でも動詞本体が活用する点で同様である。以下、インド・ヨーロッパ語族の例として、スペイン語を、ウラル語族の例としてフィンランド語を取り上げる。
スペイン語 beber（飲む）の直説法現在
| 人称 | 単数  | 複数    |
| ---- | ----- | ------- |
| 1.   | bebo  | bebemos |
| 2.   | bebes | bebéis  |
| 3.   | bebe  | beben   |

フィンランド語 juoda（飲む）の直説法現在
| 人称 | 単数 | 複数   |
| ---- | ---- | ------ |
| 1.   | juon | juomme |
| 2.   | juot | juotte |
| 3.   | juo  | juovat |

一方、否定形の場合はインド・ヨーロッパ語族では否定辞（英語ではnot、スペイン語はno）はそのままで、動詞が活用するが、ウラル諸語では、否定辞が活用し、動詞は語幹（過去形においては過去分詞、単複の区別はある）となる。つまり、否定辞がインドヨーロッパ語族における助動詞のような扱いを受けるということである。ただし、インド・ヨーロッパ語族では助動詞の後は語幹ではなく不定詞もしくは現在分詞や過去分詞が来るが、過去形においては助動詞自体が過去形の人称・数変化をする点でウラル諸語の否定動詞とは性質が異なる。
スペイン語 beber（飲む）の直説法現在（否定形）
| 人称 | 単数     | 複数       |
| ---- | -------- | ---------- |
| 1.   | no bebo  | no bebemos |
| 2.   | no bebes | no bebéis  |
| 3.   | no bebe  | no beben   |

フィンランド語 juoda（飲む）の直説法現在（否定形）
| 人称 | 単数   | 複数      |
| ---- | ------ | --------- |
| 1.   | en juo | emme juo  |
| 2.   | et juo | ette juo  |
| 3.   | ei juo | eivät juo |

フィンランド語の場合の動詞語幹がここでは3人称単数の肯定形と同じになっているが、偶然であり、動詞によっては異なる。エストニア語では否定動詞の人称変化はなく、すべて ei である。否定動詞は　人称変化する点で、一見英語の　don't　doesn’t　に似ていると言えないこともない。
スペイン語 beber（飲む）の直説法点過去（否定形）（肯定形はnoを取る）
| 人称 | 単数       | 複数         |
| ---- | ---------- | ------------ |
| 1.   | no bebí    | no bebimos   |
| 2.   | no bebiste | no bebisteis |
| 3.   | no bebió   | no bebieron  |

フィンランド語 juoda（飲む）の直説法過去
| 人称 | 単数 | 複数   |
| ---- | ---- | ------ |
| 1.   | join | joimme |
| 2.   | joit | joitte |
| 3.   | joi  | joivat |

フィンランド語 juoda（飲む）の直説法過去（否定形）
| 人称 | 単数      | 複数          |
| ---- | --------- | ------------- |
| 1.   | en juonut | emme juoneet  |
| 2.   | et juonut | ette juoneet  |
| 3.   | ei juonut | eivät juoneet |

フィンランド語では動詞が過去分詞となっており、単数がjuonut,複数がjuoneetである。なお、フィンランド語の否定動詞は「いいえ」の意味でも使い、疑問文に対して答えるべき人称・数の活用を用いる（2人称単数の疑問文で訊かれたら、1人称単数enで答える等）。